# Neuprick
De Neuprick was een kolenmijn in Bleijerheide in het Zuid-Limburgs steenkoolbekken in de Nederlandse gemeente Kerkrade, en behoorde tot de Pannesheider Mijnvereniging.
Van de Neuprick liep een ondergrondse ventilatieverbinding naar de mijn Voccart in Straß (Herzogenrath).

## Geschiedenis
Voor de Neuprick bestond reeds de Prickoul, waar sinds 1645 kolen werden gewonnen. De groeve was genoemd naar de Akense familie Prick die het recht tot kolenwinning van de abdij Kloosterrade (later bekend als Rolduc) pachtte.
De pacht liep tot 1741 waarna de abdij de rechten om kolen te winnen introk om zelf de kolenwinning te gaan leiden. In 1796 werd de abdij door de Fransen ontbonden en de monniken vertrokken. In Bleijerheide werden in 1808 twee concessies uitgegeven die de ondiepe kolen exploiteerden. De Prickmijn was tot 1846 productief.
In 1852 werd in Maastricht de naamloze vennootschap Pannesheider Mijnvereniging opgericht met als zetel Kerkrade die tot doel had de mijn Prick opnieuw te ontginnen onder de naam Neuprick. De eigenaar was de Duitse Pannesheider Bergwerksverein die in 1841 was gesticht, aandeelhouders waren onder andere de Eschweiler Bergwerks-Verein en Adele Cockerill, de laatste erfgename van de Eschweiler steenkoolmagnaat James Cockerill.

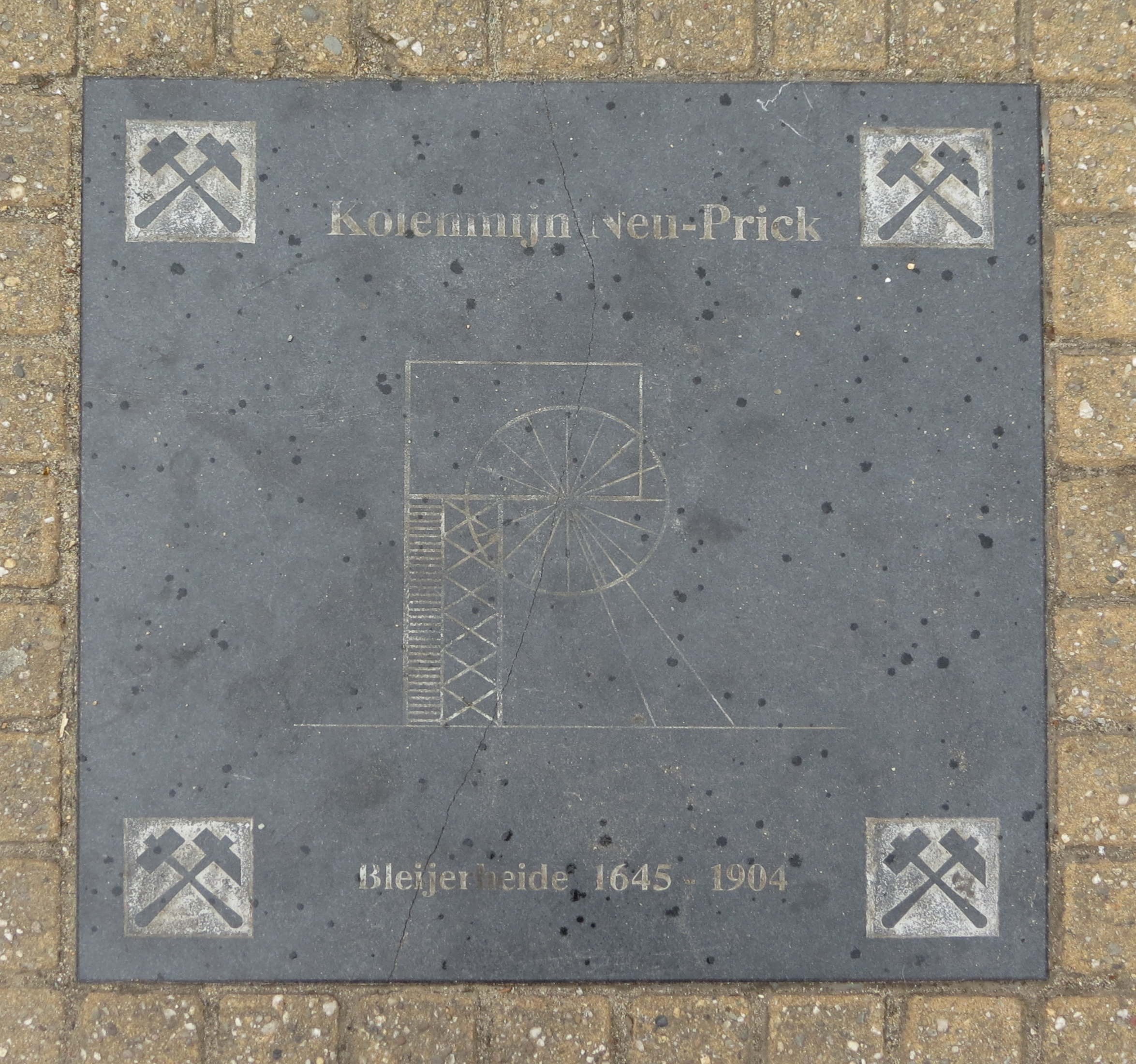
Herinneringstegel op de Catharinaschacht

Neuprick was in bedrijf van 1852 tot 1 september 1904 en had maar één schacht, de Catharina, met een diepte van 235 meter. Dit had als nadeel dat de luchtverversing niet optimaal was omdat de schacht verticaal in tweeën moest worden gesplitst: de ene helft was voor de luchtaanvoer en de andere helft voor de luchtafvoer. In 1855 werd daarom een ondergrondse verbinding aangelegd met de naastgelegen Voccartmijn op Pruisisch grondgebied, die in eigendom was van de Duitse Pannesheider Bergwerksverein. Om de zo ontstane onderaardse smokkelroute tegen te gaan, werd al snel in 1856 op de rijksgrens een ondergronds hekwerk geconstrueerd waarvan de twee sleutels bij de Kerkraadse douane lagen. De economische activiteit werd volledig vanuit de Voccartmijn geleid.
De Duitse eigenaar Pannesheider Bergwerksverein werd in 1861 overgenomen door de Vereinigungsgesellschaft für Steinkohlenbau im Wurmrevier, de Nederlandse NV bleef als rechtspersoon bestaan. In 1883 werd de Bleijerheideconcessie bij de Neuprickconcessie gevoegd.
De mijn werd in 1904 gesloten vanwege uitputting en zeer grote wateroverlast. De concessie van de naburige Domaniale mijn werd in 1960 uitgebreid met die van de kleine mijn Neuprick (85 ha).
De tegenwoordige straatnaam Pricksteenweg in Bleijerheide verwijst naar de oude mijn. Op de plaats van de mijngebouwen is het buurtpark Prickbos aangelegd waarin de contouren van de voormalige gebouwen nog zijn te herkennen. Op de plaats van de Catharinaschacht ligt een herinneringstegel.